# David Razú Aznar
David Razú Aznar (Ciudad del Carmen, Campeche, 15 de febrero de 1974) es un economista y político mexicano. 

## Biografía
David Razú Aznar es economista egresado del Instituto Tecnológico de México (ITAM), en donde también obtuvo el Diplomado en Finanzas Bursátiles. Cuenta con una maestría en Administración del Desarrollo por la London School of Economics (LSE), y otra en Administración Pública por la Universidad de Harvard. 
Ha ocupado diversos cargos directivos en el Gobierno Federal vinculados con el estudio y política pública de mercados laborales y seguridad social, entre los que destacan: Subdirector de Estudios Económicos de la Oficina de la Secretaría de Hacienda y Crédito Público SHCP desde donde representó a la institución en múltiples ocasiones ante el Comité Consultivo y de Vigilancia de CONSAR, Titular de la Coordinación de Planeación y Evaluación del IMSS, Consultor Experto Internacional para la División de Vivienda y Desarrollo Urbano para el BID, Director de Vinculación Institucional y Evaluación de Delegaciones del IMSS y también fue Diputado Local en la V Legislatura de la entonces Asamblea Legislativa del Distrito Federal.
Actualmente es Director General de Afore XXI Banorte, la cual pertenece en partes iguales al Instituto Mexicano del Seguro Social IMSS y al Grupo Financiero Banorte, convirtiéndose en el Fondo de Pensiones más grande de América Latina, al contar con más de 8 millones de clientes y administrar una cantidad superior al billón de pesos
Ha trabajado también para instituciones financieras internacionales, en particular para el Banco Mundial, como consultor para el saneamiento financiero del INFONAVIT, y para el Banco Interamericano de Desarrollo BID como consultor en seguridad social para la División de Mercados Laborales, así como consultor experto internacional para la División de Vivienda y Desarrollo Urbano. Esto último en calidad de tiempo completo y con residencia en Washington D. C..
Ha sido investigador asociado (research fellow) en el Centro Ash de la Universidad de Harvard y consultor para The Brookings Institution, en donde colaboró con investigación cuantitativa y de modelaje sobre el mercado laboral mexicano para el libro Good Intentions, Bad Outcomes de Santiago Levy Algazi. Ha sido además profesor titular de la materia Financiamiento del Déficit y Deuda Pública en el Instituto Nacional de Administración Pública INAP, y asistente de Microeconomía Intermedia en el ITAM.
Fue candidato del PRD-PT-PANAL, a la jefatura delegacional en Miguel Hidalgo (Distrito Federal), en las elecciones intermedias del año 2015.
En el ámbito legislativo, fue el autor y promotor de la iniciativa de matrimonio igualitario que en 2009 hizo de la Ciudad de México la primera jurisdicción latinoamericana en avanzar esa reforma. Cuando se aprobó el Matrimonio entre personas del mismo sexo en el Distrito Federal, declaró que se debe garantizar que todo hombre y toda mujer tengan derecho a casarse de manera libre y consentida y que este derecho no sea restringido como resultado de su orientación sexual.

## Estudios
Economista egresado del Instituto Tecnológico Autónomo de México (ITAM) 
Maestro en desarrollo por la London School of Economics and Political Science (LSE)
Maestro en administración pública por la Escuela de Gobierno John F. Kennedy de la Universidad de Harvard. 
Durante la graduación de esta última, en mayo de 2017, el creador de Facebook, Mark Zuckerberg, mencionó a David en su discurso, reconociendo su labor como promotor del Matrimonio Igualitario en la Ciudad de México "Y conocí a David Razú Aznar, quien se gradúa de la Kennedy School hoy. David es un ex diputado local, quien luchó para hacer a la Ciudad de México la primera ciudad latinoamericana en aprobar el Matrimonio Igualitario, incluso antes que San Francisco"

## Carrera política
Fue diputado local en el Distrito Federal, donde presidió la Comisión de Derechos Humanos de la Asamblea Legislativa del Distrito Federal (ALDF). Militó desde su fundación hasta su extinción en el Partido Socialdemócrata (México) del cual fue Presidente en el Distrito Federal,  instituto desde el cual fue elegido diputado a la V Legislatura de la Asamblea Legislativa del Distrito Federal.
El 9 de septiembre de 2009, sin embargo, tras la notificación de pérdida de registro de su partido por la escasa votación nacional, se adhirió a la bancada del Partido de la Revolución Democrática (PRD) en la ALDF con el objetivo de impulsar desde allí los compromisos programáticos socialdemócratas por los cuales fue elegido, como es el caso de la agenda de derechos humanos, el Matrimonio entre personas del mismo sexo en el Distrito Federal (México) y la reforma política del Distrito Federal, entre otros.
Fue el autor y promotor de la iniciativa de matrimonio igualitario que en 2009 hizo de la Ciudad de México la primera jurisdicción latinoamericana en avanzar esa reforma.